# Салапарута
Салапарута (італ. Salaparuta, сиц. Salaparuta) — муніципалітет в Італії, у регіоні Сицилія,  провінція Трапані.
Салапарута розташована на відстані близько 470 км на південь від Рима, 55 км на південний захід від Палермо, 55 км на південний схід від Трапані.
Населення — 1720 осіб (2014).
Щорічний фестиваль відбувається 19 березня. Покровитель — San Giuseppe.

## Демографія
Населення за роками:

Станом на 1 січня 2023 року в муніципалітеті офіційно проживали 53 іноземці з 10 країн, серед них 18 громадян країн Євросоюзу та 1 громадянин України.

## Сусідні муніципалітети
- Контесса-Ентелліна
- Джибелліна
- Монтеваго
- Партанна
- Поджореале
- Санта-Маргерита-ді-Беліче
- Санта-Нінфа